# Aneugmenus padi
Aneugmenus padi is een vliesvleugelig insect uit de familie van de bladwespen (Tenthredinidae). De wetenschappelijke naam van de soort is gepubliceerd in 1761 door Linnaeus.